# Open d'Afrique
L'Open d'Afrique est un tournoi masculin de golf inscrit au Sunshine Tour depuis sa création et au Tour Européen PGA depuis 2010. Ce tournoi créé en 2008 se dispute en janvier à East London (Afrique du Sud) sur le parcours du East London Golf Club.

## Palmarès
| Année | Vainqueur         | Nationalité    |
| 2008  | Shaun Norris      | Afrique du Sud |
| 2009  | Retief Goosen     | Afrique du Sud |
| 2010  | Charl Schwartzel  | Afrique du Sud |
| 2011  | Louis Oosthuizen  | Afrique du Sud |
| 2012  | Louis Oosthuizen  | Afrique du Sud |
| 2013  | Darren Fichardt   | Afrique du Sud |
| 2014  | Thomas Aiken      | Afrique du Sud |
| 2015  | Trevor Fisher Jnr | Afrique du Sud |